# 龍角散
龍角散股份有限公司（日语：株式会社 龍角散）是日本一家製藥公司，产品包括同名镇咳祛痰药、润喉糖等。

## 歷史
這個家喻戶曉的鎮咳化痰藥，原自約200多年前日本出羽國（今 秋田縣）的武家佐竹藩御醫藤井玄淵為藩主所配製的止咳化痰藥，並作為藤井家的家傳秘方而代代傳承下來。這個以「和、漢、蘭」三位一體的良藥自此流傳於世，因處方成分得名於龍骨、鹿角霜、龍腦，名為龍角散。隨著時代的變遷，佐竹藩因明治維新的版籍奉还而消失，隨藩主移居江戶（今 東京）的藤井正亭治將原本專屬於藩主的處方「龍角散」開始作為傳家事業銷售，在明治27年（1894年）由藤井家子孫得三郎對龍角散進行改良，確立了現今的細粉末狀製劑及草本生藥成分為主的龍角散。

## 主要商品
- 龍角散
- 龍角散清喉直爽顆粒
- 龍角散清喉顆粒
- 龍角散喉糖
- 服藥用吞嚥輔助果凍
- 強勁止咳

## 主要事業所
- 總公司
- 千葉工廠

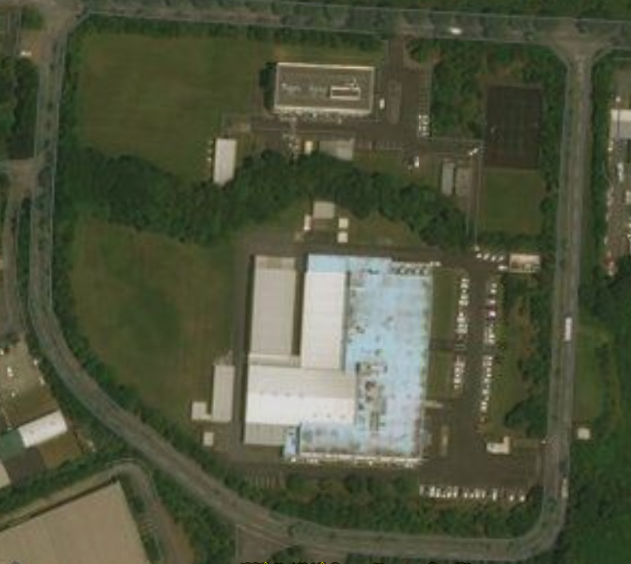
千葉工廠

- 中藥材種植 - 秋田縣山本郡八峰町、仙北郡美鄉町

## 外部連結
- 株式会社龍角散 （页面存档备份，存于）
- 龙角散官方网站 （页面存档备份，存于）
- 台灣龍角散有限公司 （页面存档备份，存于）